# SMEC
SMEC 또는 스맥은 대한민국의 공작기계 및 IT솔루션을 제조 판매하는 기업이다.
1996년 3월 정보통신장비의 개발, 제조 및 관련 소프트웨어의 개발, 판매 등을 주 목적 사업으로 설립하였다.
2011년 2월 (구)주식회사 스맥과 합병하여 공작기계 및 동부품 제조부문으로 사업을 확장하였으며 7월 주식회사 뉴그리드에서 주식회사 SMEC(에스엠이씨)로 변경하였다.
2014년 3월 주식회사 에스엠이씨에서 주식회사 스맥으로 변경하였다.
2025년 4월 릴슨PE 파트너와 현대위아 공작기계 사업부를 인수하고, 글로벌 공작기계 시장에서 입지를 더욱 강화하기 위해 시가총액의 45%에 달하는 540억원 규모의 주주배정 유상증자를 결정하였다.